# Ривердейлский монумент
Ривердейлский монумент (англ. The Riverdale Memorial Bell Tower, англ. Riverdale Monument) — памятник (мемориальная колокольня) в Колокольном парке Ривердейла, района на северо-западе боро Бронкс, Нью-Йорк.

## Описание
Памятник является главной достопримечательностью местного парка, названного в его честь (англ. Bell Tower Park). Он выполнен в виде отдельно стоящей колокольни в неороманском стиле, 50 футов (15 метров) высотой, и был открыт 17 сентября 1930 года в память о павших на фронтах Первой мировой войны жителях Ривердейла и окрестных поселений. Архитектором памятника был Дуайт Джеймс Баум, автор ряда известных построек на территории США. Материалом для монумента послужили полевой шпат и известняк, привезённый из Индианы.
По окончании строительства, на мемориальную колокольню был поднят колокол, отлитый в 1762 году в Испании, размещавшийся в одном из мексиканских монастырей, и захваченный в ходе Американо-мексиканской войны (1846—1848) как военный трофей американским генералом Уинфридом Скоттом.
Таким образом, колокольня является действующей, однако носит светский характер и ни к какой церкви не прикреплена.

## История памятника
В 1936 году колокольня была подвинута на несколько сотен метров, чтобы освободить место для нового шоссе. Она была внесена в Национальный реестр исторических мест США (аналог российского списка памятников архитектуры) постановлением от 3 января 2012 года.